# Pseudotritonia quadrangularis
Pseudotritonia quadrangularis is een slakkensoort uit de familie van de Curnonidae. De wetenschappelijke naam van de soort is voor het eerst geldig gepubliceerd in 1912 door Thiele.